# Skowarcz (przystanek kolejowy)
Skowarcz – przystanek kolejowy w Skowarczu, w województwie pomorskim, w Polsce.

## Ruch pasażerski[1]
| Rok  | Wymiana pasażerska na dobę |
| ---- | -------------------------- |
| 2017 | 50-99                      |
| 2018 | 100-149                    |
| 2019 | 150-199                    |
| 2020 | 100-149                    |
| 2021 | 150-199                    |
| 2022 | 200-299                    |
| 2023 | 200-299                    |

## Połączenia
- Gdańsk
- Tczew
- Słupsk
- Gdynia
- Malbork
- Bydgoszcz
- Elbląg

Od 11 grudnia 2016 pociągi trójmiejskiej SKM przestały kursować na odcinku Tczew – Gdańsk Główny.